# The (International) Noise Conspiracy
The (International) Noise Conspiracy — шведская рок-группа.
Играет гаражный рок с панк-рок мотивами. В группе играют: Денис Люкзе́н (вокал), Иньге Юханссон (бас), Ларш Стрёмберьй (гитара), Людвиг Дальбер (барабаны) и Сара Алмгрен (орган и гитара). Dennis основал The (I)nc почти сразу после того, как распалась команда, в которой он играл до этого — Refused. У группы есть корни ещё в по меньшей мере четырёх других «бывших» группах: Totalt Jävla Mörker (Johansson), Separation (Strömberg), Saidiwas (Dahlberg and Almgren), и Doughnuts (Almgren). Вдохновленный цитатой Фила Окса (фолк-певец 1960), вокалист Lyxzén хотел получить идеальную смесь музыки и политики, «что-то среднее между Элвисом и Че Геварой».

## Дискография
- Survival Sickness (2000, Burning Heart Records)
- A New Morning, Changing Weather (2001, Burning Heart Records)
- Armed Love (2004, American Recordings)
- The Cross Of My Calling (2008, Vagrant Records)

## Видеография
- «Smash It Up»
- «The Reproduction of Death»
- «Capitalism Stole My Virginity»
- «Up For Sale»
- «Black Mask»
- «A Small Demand»